# Семково (Логойський район)
Семково (біл. вёска Сёмкава) — село в складі Логойського району Мінської області, Білорусь. Село підпорядковане Білоруцькій сільській раді, розташоване в північній частині області.